# Las Juntas y los Veranos
Las Juntas y los Veranos är en ort i Mexiko.   Den ligger i kommunen Cabo Corrientes och delstaten Jalisco, i den sydvästra delen av landet, 700 km väster om huvudstaden Mexico City. Las Juntas y los Veranos ligger 285 meter över havet och antalet invånare är 582.
Terrängen runt Las Juntas y los Veranos är huvudsakligen kuperad, men österut är den bergig. Las Juntas y los Veranos ligger nere i en dal. Runt Las Juntas y los Veranos är det mycket glesbefolkat, med 6 invånare per kvadratkilometer. Närmaste större samhälle är Puerto Vallarta, 16,6 km norr om Las Juntas y los Veranos. I omgivningarna runt Las Juntas y los Veranos växer i huvudsak städsegrön lövskog.